# بخش مرکزی شهرستان دیر
بخش مرکزی شهرستان دیر یکی از بخش های این شهرستان واز توابع استان بوشهر ایران است.

## تقسیمات کشوری
بخش مرکزی شهرستان دیر
- دهستان حومه
- دهستان اولی

مرکز بخش: بندر دیر
شهرها: بندر دیر، بردستان و دوراهک

## روستاهای بخش مرکزی دیر
بعضی روستاهای آن:
- روستاهای منتهی به بندر دیر: لمبدان پایینی - لمبدان بالایی - حاجی‌آباد - احمدآباد - حسین‌آباد - تل رئیس - حسن‌آباد - بنای راشد - جمرک شمالی - جمرک جنوبی - راهدار - بوجیکدان - تل سنگ.
- روستاهای ساحلی: الی جنوبی - الی شمالی - سوا - بی بی خاتون - جبرانی - بطانه - مغدو - اشکو - گزنگ.

## جمعیت
براساس سرشماری عمومی نفوس و مسکن سال ۱۳۹۵ جمعیت بخش مرکزی،  ۴۰،۹۷۰ نفر ( ۱۱،۰۹۵ خانوار) نفر می‌باشد.